# 中国銀聯
- 中國銀聯
- 中国銀聯
- 中国銀聨
- 中国銀連

中国銀聯（ちゅうごくぎんれん、簡体字中国語: 中国银联）は、上海市に本社を置く、中華人民共和国の居住者を中心に世界的な電子決済システムを提供している同国の会社である。本社ではディスカバーカードと相互に加盟店を開放している。
同社が運営する決済システム銀聯（UnionPay）についても記載する。

## 概要

### 銀聯ネットワーク
中国銀聯は、2002年3月26日、中国人民銀行の主導により、中国の銀行・カード産業の発展を目的に、中国国内の80以上の金融機関が共同で、中華人民共和国国務院の同意を得て設立された金融企業である。本社は上海市。設立から徐々に加盟機構数を増やし、現在は国内外の400近くの組織が加盟している。
銀聯設立以前は、中国の金融機関での決済は各地域・各金融機関でシステムやルールが統一されていなかった。異なる金融機関間の取引（残高照会、預け入れ、引き出し、送金など）や、同じ金融機関でも異なる地域間の取引については、一部または全部の決済ができない場合があるといった問題が生じた。
しかし、銀聯が設立されたことで、中国国内でもバラバラだった金融機関間の決済システムやルールを統一して標準化し、銀聯に加盟した金融機関同士をオンラインで結ぶことで銀聯設立以前にあった様々な問題を解決した。

### 銀聯カード
「銀聯カード」（银联卡/銀聯卡）は、銀聯のキャッシュカードであり、銀聯口座決済と紐付けされたクレジットカードまたはデビットカードである。中国国内発行数の約92%はデビットカードである。
中国以外にも、日本・アメリカ合衆国・大韓民国・タイ・シンガポール・ドイツ・フランス・オーストラリアなど181カ国に加盟店を広げており、VisaやMastercardの様な国際ブランドに近い存在となりつつある。
中国銀聯の公報によれば2015年第1四半期の銀聯カードによる決済額がVisaの同期決済額を抜いて世界トップになった。2016年12月末現在中国国内で62億枚（内クレジットが5億枚）発行され（中国の人口は約13億7900万人）、取扱高は中国内だけで72兆9000億人民元に上る。
日本国内では、三井住友カードと三菱UFJニコスが銀聯クレジットカードを発行している。クレディセゾンが銀聯プリペイドカードを発行していたが、2021年にサービスを終了した。銀聯デビットカードは、中国に本拠を置く銀行の在日支店の一部が発行している。また、銀聯キャッシュカードを用いた国外での現金引き出しには上限額の制限がある。

### 決済サービス
- QuickPass : NFCカードによる非接触決済
- Mobile Quick Pass[6] : NFC対応スマートフォンによる非接触決済。Apple Pay、Huawei Payに対応。
- UnionPay QR Code[7] : スマートフォンによるQRコード決済、JPQRにも対応。

### その他サービス
- 中国ビザ発行のエクスプレスサービス[8]（オーストラリア、シンガポール、韓国在住者限定）

## カード発行メンバー
「銀聯カード」は以下の金融機関によって発行。
- 中国銀行
- 中国工商銀行
- 交通銀行
- 中国農業銀行
- 中国建設銀行
- 招商銀行
- 中国光大銀行
- 中国民生銀行
- 中信泰富（CITIC）
- 上海浦東発展銀行
- 広発銀行
- 華夏銀行
- 興業銀行
- 深圳発展銀行
- 中国郵政儲蓄銀行
- 匯豊（HSBC銀行）
- 恒生銀行
- 東亜銀行
- シティバンク
- スタンダードチャータード銀行

## その他
- かつて、日本のクレディセゾンの上海現地法人である世尊商務諮詢(上海)有限公司は、中国の中国銀行と提携し、「長城-SAIS◎Nクレジットカード」（長城《セゾン》カード）の名称で発行していた[9]。アジアの音楽授賞式Mnet Asian Music Awardsの2014年と2015年の公式スポンサーを務めた[10]。